# Lunochemia
Lunochemia – jest to gałąź nauk geologicznych, która zajmuje się historią naturalną Księżyca z chemicznego punktu widzenia. Zadaniem lunochemii jest prześledzenie wszystkich zmian geochemicznych na Księżycu, poznanie jego składu chemicznego, a także zapoznanie się z jego poszczególnymi warstwami. Lunochemia jest odpowiednikiem ziemskiej geochemii.